# José Alberto García
José Alberto García (22 de febrero de 1995, Mexicali, Baja California, México) es un futbolista mexicano, juega como delantero y actualmente milita en el Mexicali Fútbol Club de la Serie A de México.

## Trayectoria

### Inicios
García tuvo sus inicios en las fuerzas básicas del Club Tijuana en donde disputó partidos con las categorías Sub-17 y Sub-20.

### Dorados de Sinaloa
Después de sus buenas actuaciones en los equipos juveniles del Club Tijuana, se hizo oficial su préstamo al equipo sinaloense para el Clausura 2014, su primer partido y debut profesional con el club fue el 17 de enero del 2014 en la victoria de Dorados ante Estudiantes Tecos en condición de visitante. En esta etapa tuvo pocos minutos en liga y donde destacó fue en el certamen de copa.

### Club Tijuana
Debutó con el club el 24 de enero del 2014 en un partido correspondiente a la jornada 4 del Clausura 2014, a partir de ese momento comenzó a tener un poco más de actividad con el primer equipo, pero seguía teniendo minutos con el plantel de la Sub-20.
Marcó su primer gol con el equipo tijuanense el 21 de octubre de 2015 en un partido de Copa MX ante el Atlas FC en la ronda de cuartos de final, el partido terminó en un empate a dos anotaciones.

### Dorados de Sinaloa (Segunda Etapa)
En el año de 2016 regresó a jugar con Dorados, aunque igual que en su primera etapa con el club, fue poco el tiempo que duró en este sumando solo dos torneos en el Ascenso MX.

### Cafetaleros de Tapachula
Para el Apertura 2017 fue presentado como nuevo jugador de los Cafetaleros teniendo su primer partido con el club el 21 de julio del 2017 ante el Atlante, cayendo por marcador de 4-1, aunque su estadía en el club chiapaneco fue corto ya que solo disputó seis partidos.

### Club Tijuana (Segunda Etapa)
Para el Clausura 2018 retornó a Tijuana, teniendo actividad en partidos de liga y Concachampions, para después irse de nuevo del club.

### Dorados de Sinaloa (Tercera Etapa)
De nueva cuenta se dio su regreso a Dorados en el 2018 teniendo actividad en partidos de liga y copa aunque los minutos que tuvo fueron pocos.

### Coras de Nayarit
Para la temporada 2019-20 es presentado como nuevo refuerzo de los Coras de Nayarit. Jugó su primer partido con el cuadro nayarita el 16 de agosto ante Mineros de Fresnillo FC arrancando como titular y marcando el gol que le daba a su equipo el empate parcial al 51', al final terminó jugando todo el encuentro y su equipo se impuso por marcador de dos a uno.

### Los Cabos F.C.
En 2020 fue contratado por Los Cabos Fútbol Club de la naciente Liga de Balompié Mexicano, aunque solamente se mantuvo durante unos meses en el equipo debido a que el club se retiró de la liga por problemas financieros.

### Mexicali F.C.
En enero de 2023 regresó a la actividad profesional tras dos años de ausencia, fue contratado por el Mexicali Fútbol Club de la Serie A de México de cara al Torneo Clausura.

## Selección nacional

### Categorías inferiores
El 25 de diciembre de 2014 se da a conocer su convocatoria para disputar el Campeonato Sub-20 de la Concacaf de 2015. Su primer partido lo jugó el 10 de enero contra Cuba entrando de cambio al minuto 74', al final los aztecas terminaron ganando el encuentro por 9-1. Días después el 19 de enero entró de cambio al minuto 63 ante El Salvador, el partido terminó con una victoria para México por 1-3. El último partido que jugó en el torneo fue el 22 de enero en contra de Haití, en dicho partido arrancó como titular y completo los 90' minutos, este encuentro terminó en empate a un gol. Al final del torneo México salió campeón y con esto clasificó al Mundial Sub-20 de 2015.

### Participaciones en fases finales
| Torneo                            | Categoría | Sede    | Resultado | Partidos | Goles |
| --------------------------------- | --------- | ------- | --------- | -------- | ----- |
| Campeonato de la Concacaf de 2015 | Sub-20    | Jamaica | Campeón   | 3        | 0     |

## Estadísticas
Actualizado el 11 de marzo del 2023.
| Dorados de Sinaloa · México      | 2.ª                 | 2014                | 3   | 0 | 6  | 0 | - | - | 9   | 0  |
| Dorados de Sinaloa · México      | 2.ª                 | 2016-17             | 29  | 2 | 4  | 1 | - | - | 33  | 3  |
| Dorados de Sinaloa · México      | 2.ª                 | 2018-19             | 15  | 0 | 7  | 1 | - | - | 22  | 1  |
| Dorados de Sinaloa · México      | Total               | Total               | 47  | 2 | 17 | 2 | 0 | 0 | 64  | 4  |
| Club Tijuana · México            | 1.ª                 | 2014                | 5   | 0 | -  | - | - | - | 5   | 0  |
| Club Tijuana · México            | 1.ª                 | 2014-15             | 3   | 0 | 4  | 1 | - | - | 7   | 1  |
| Club Tijuana · México            | 1.ª                 | 2015-16             | 8   | 1 | 10 | 3 | - | - | 18  | 4  |
| Club Tijuana · México            | 1.ª                 | 2018                | 8   | 1 | -  | - | 3 | 1 | 11  | 2  |
| Club Tijuana · México            | Total               | Total               | 24  | 2 | 14 | 4 | 3 | 1 | 41  | 7  |
| Cafetaleros · México             | 2.ª                 | 2017                | 6   | 0 | -  | - | - | - | 6   | 0  |
| Cafetaleros · México             | Total               | Total               | 6   | 0 | 0  | 0 | 0 | 0 | 6   | 0  |
| Coras de Nayarit · México        | 3.ª                 | 2019-20             | 21  | 3 | -  | - | - | - | 21  | 3  |
| Coras de Nayarit · México        | Total               | Total               | 21  | 3 | 0  | 0 | 0 | 0 | 21  | 3  |
| Mexicali F. C. · México          | 3.ª                 | 2023                | 9   | 1 | -  | - | - | - | 9   | 1  |
| Mexicali F. C. · México          | Total               | Total               | 9   | 1 | 0  | 0 | 0 | 0 | 9   | 1  |
| Total en su carrera              | Total en su carrera | Total en su carrera | 107 | 9 | 31 | 6 | 3 | 1 | 141 | 16 |
| (1) Incluye datos de la Copa MX. |                     |                     |     |   |    |   |   |   |     |    |

## Palmarés

### Títulos Selecciones
| Título                     | Club   | País           | Año  |
| -------------------------- | ------ | -------------- | ---- |
| Campeonato Sub-20 Concacaf | México | Estados Unidos | 2015 |